# Veliko Crniće
Veliko Crniće (izvirno srbsko Велико Црниће) je naselje v Srbiji, ki upravno spada pod Občino Malo Crniće; slednja pa je del Braničevskega upravnega okraja.

## Demografija
V naselju živi 478 polnoletnih prebivalcev, pri čemer je njihova povprečna starost 41,6 let (39,4 pri moških in 43,6 pri ženskah). Naselje ima 189 gospodinjstev, pri čemer je povprečno število članov na gospodinjstvo 3,23.
To naselje je, glede na rezultate popisa iz leta 2002, večinoma srbsko.
|  |

| Demografija | Demografija     | Demografija     |
| Leto        | Št. prebivalcev | Št. prebivalcev |
| ----------- | --------------- | --------------- |
|             |                 |                 |
|             |                 |                 |
|             |                 |                 |
|             |                 |                 |
| 1948        | 988             |                 |
| 1953        | 1036            |                 |
| 1961        | 1057            |                 |
| 1971        | 1020            |                 |
| 1981        | 1030            |                 |
| 1991        | 926             | 719             |
| 2002        | 971             | 611             |
|             |                 |                 |

| Etnična sestava po popisu iz leta 2002 | Etnična sestava po popisu iz leta 2002 | Etnična sestava po popisu iz leta 2002 | Etnična sestava po popisu iz leta 2002 | Etnična sestava po popisu iz leta 2002 |
| -------------------------------------- | -------------------------------------- | -------------------------------------- | -------------------------------------- | -------------------------------------- |
| Srbi                                   | Srbi                                   |                                        | 591                                    | 96,72%                                 |
| Romi                                   | Romi                                   |                                        | 11                                     | 1,80%                                  |
| Slovenci                               | Slovenci                               |                                        | 1                                      | 0,16%                                  |
| Romuni                                 | Romuni                                 |                                        | 1                                      | 0,16%                                  |
| Muslimani                              | Muslimani                              |                                        | 1                                      | 0,16%                                  |
| Neznano                                | Neznano                                |                                        | 6                                      | 0,98%                                  |